# Hornozávrská mokraď
Hornozávrská mokraď je přírodní rezervace v katastrálním území obce Horná Súča v okrese Trenčín v Trenčínském kraji. Území bylo vyhlášeno v roce 1983 a jeho rozloha je 1,5 hektaru. Předmětem ochrany jsou společenstva prameništních mokřadů Bílých Karpat.